# Сражение при Вильявисьосе
Битва при Вильявисьосе (исп. Batalla de Villaviciosa) — сражение, состоявшееся 10 декабря 1710 года в ходе войны за испанское наследство около деревни Вильявисьоса, в Испании, на реке Тахунья в провинции Новая Кастилия, между Гвадалахарой и Бриуэгой, к северо-востоку от Мадрида. Сражение состоялось между франко-испанской армией под командованием герцога Вандома, при которой присутствовал сам король Испании Филипп V и австро-англо-португало-голландской армией графа Штаремберга. Сражение окончилось победой франко-испанской армии и утверждением дома Бурбонов в Испании.

## История
После поражения отряда английского генерала Стэнхоупа при Бриуэге предыдущем днем французский главнокомандующий герцог Вандом, желая развить успех, решился атаковать австро-англо-португало-голландскую армию графа Штаремберга на равнине у Вильявисьосы, через которую последний двигался на помощь Стэнхоупу.
Численное соотношение обеих сторон: у Вандома — 10 000 пехоты и 9000 конницы; правым флангом франко-испанской армии командовал маркиз Вальдеканьяс, левым — граф Агилар, центром — граф де Лас-Торрес. На правом же фланге находился провозглашенный королём Испании Филипп, герцог Анжуйский, которого Вандом убедил ради воодушевления войск принять непосредственное участие в битве.
У Штаремберга — 19 000 пехоты и 500 конницы, всего 27 батальонов и 29 эскадронов. Правое крыло союзников, под начальством графа Штаремберга, было составлено из австрийской конницы; центром командовал генерал Вильяроэль, а левом крылом — генерал Франшенберг.

## Ход битвы
Сражение началось сильной артиллерийской канонадой с обеих сторон, после чего правый фланг испанской армии стремительно атаковал Франшенберга, врезавшись в его ряды, и в беспорядке опрокинул их на дрогнувший центр Вильяроэля.
Со своей стороны, граф Штаремберг обрушился на центр де Лас-Торреса и после ожесточённого боя прорвал его. Вандом поспешил подкрепить его свежими войсками, и сражение на этом пункте разгорелось с новой силой.
В наиболее критический момент боя атака испанской кавалерии на центр австрийских войск, уже расстроенных предшествовавшими атаками, начала склонять успех на сторону Вандома. Однако немецкая пехота, построенная на правом фланге в большую четырёхугольную массу, мужественно выдержала натиск Агилара, отбила атаку и медленно стала отходить назад. Стойкость этой пехоты сводила на нет успехи франко-испанской армии на других участках сражения.

## Результаты
Наступившая ночь помешала Вандому уничтожить силы Штаремберга, который, пользуясь темнотою, начал отступление к Сарагосе, потеряв 3000 убитыми и ранеными, 2500 пленными и всю артиллерию и обоз. Противник его не преследовал. Потери испанцев: 2500 убитыми и 1000 ранеными. Эта победа хотя и обошлась без катастрофических потерь для союзной армии, но из-за недостатка продовольствия и военных припасов вынудила союзников покинуть сначала Каталонию, а потом и всю Испанию, что имело результатом утверждение дома Бурбонов в Испании.
На самом поле боя Вандом из захваченных у противников знамён велел соорудить ложе на ночь для Филиппа V, произнеся: «что представляет Его Величеству прекраснейшее ложе, на котором когда-либо отдыхал победоносный государь».